# Schlagintweitia
Schlagintweitia es un género de fanerógamas perteneciente a la familia de las asteráceas.  Comprende  4 especies descritas y de estas, solo 3  aceptadas.

## Taxonomía
El género fue descrito por August Heinrich Rudolf Grisebach y publicado en Abhandlungen der Königlichen Gesellschaft der Wissenschaften zu Göttingen 5: 156. 1853.

## Especies
A continuación se brinda un listado de las especies del género Schlagintweitia aceptadas hasta julio de 2012, ordenadas alfabéticamente. Para cada una se indica el nombre binomial seguido del autor, abreviado según las convenciones y usos.
- Schlagintweitia chamaepicris (Arv.-Touv.) Greuter
- Schlagintweitia huteri (Bamb.) Gottschl. & Greuter
- Schlagintweitia intybacea (All.) Griseb.